# Renault Austral
Der Renault Austral ist ein SUV des französischen Automobilherstellers Renault, das am 8. März 2022 auf einem Online-Event vorgestellt wurde und im vierten Quartal 2022 den Vorgänger Kadjar ablöste. Die längeren Espace VI und Rafale basieren auf dem Austral.

## Modelleigenschaften
Der Austral ist der direkte Nachfolger des 2015 vorgestellten Kompakt-SUVs Kadjar und basiert auf derselben Plattform wie das Schwestermodell Nissan Qashqai. Der Modellname „austral“ bedeutet „südlich“.
Im Innenraum ist das SUV mit zwei Bildschirmen für Instrumente bzw. Infotainment (12,3 respektive 12 Zoll) ausgestattet, sowie USB-C- und 12-Volt-Steckdosen und einem Ladepad für kabelloses Laden. Kritische Bedienungselemente sollen sich nach wie vor durch physische Schalter und Regler bedienen lassen.
Das Fahrzeug verfügt dank längsverschiebbarer Rücksitze von 430 bis 555 Liter Kofferraumvolumen. Bei umgeklappten Rücksitzlehnen erweitert es sich auf bis zu 1455 Liter.
Der Verkaufsstart des Austral war im September 2022, seit Dezember 2022 werden die Fahrzeuge ausgeliefert. Im April 2025 wurde eine überarbeitete Version der Baureihe präsentiert, die im Sommer 2025 in den Handel kam. Gebaut wird der Wagen im spanischen Palencia.

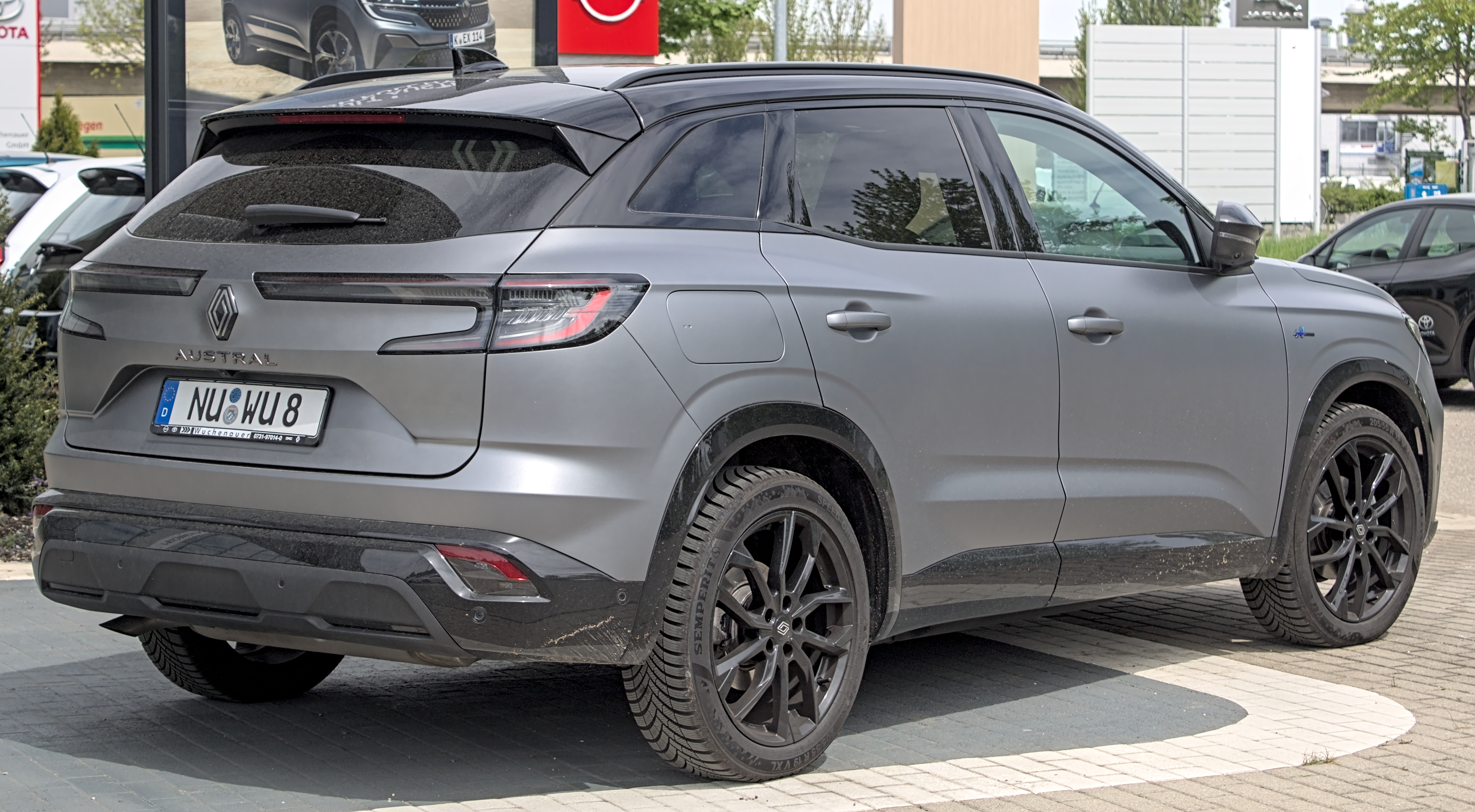
Heckansicht
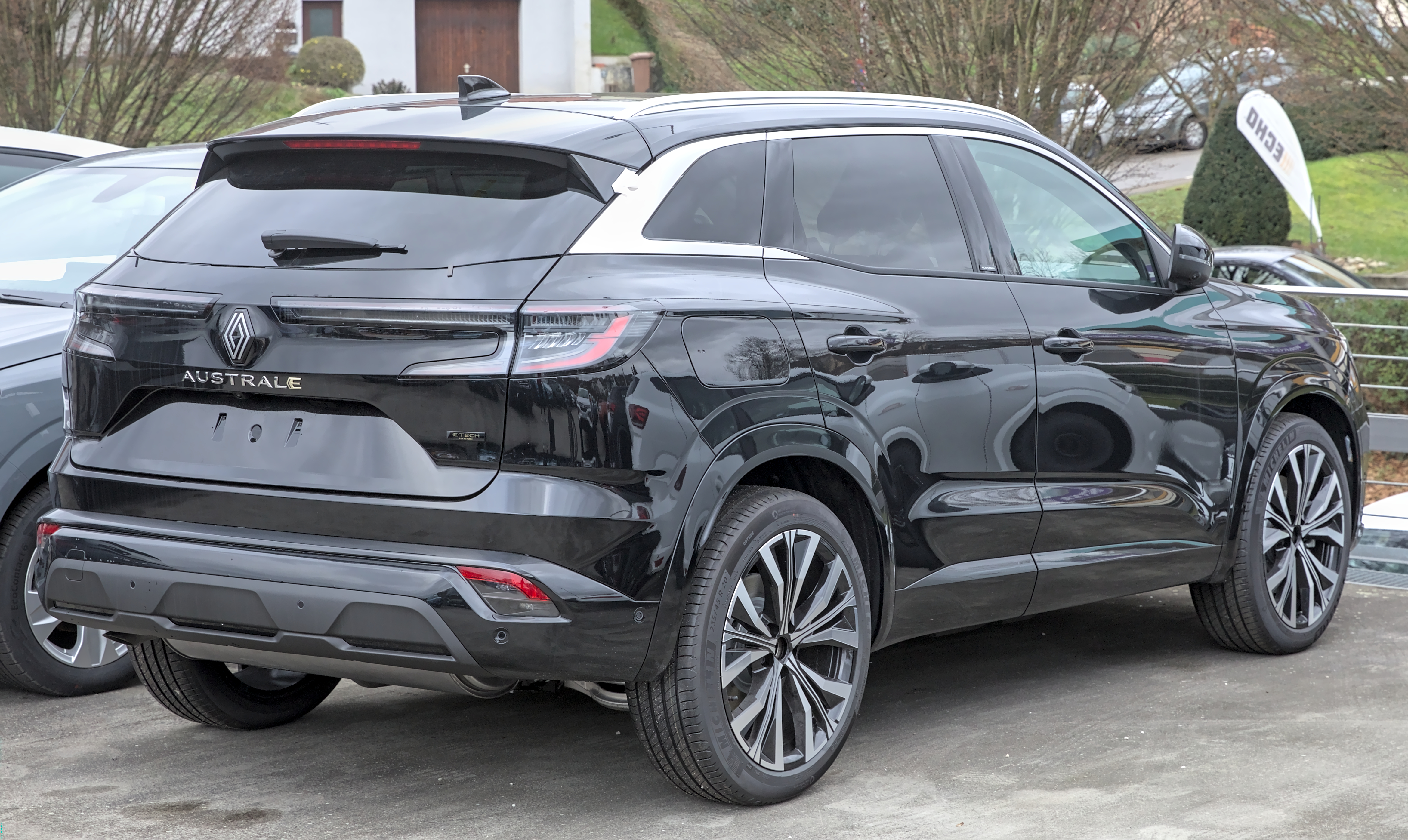
Renault Austral E-Tech (2022–2025)
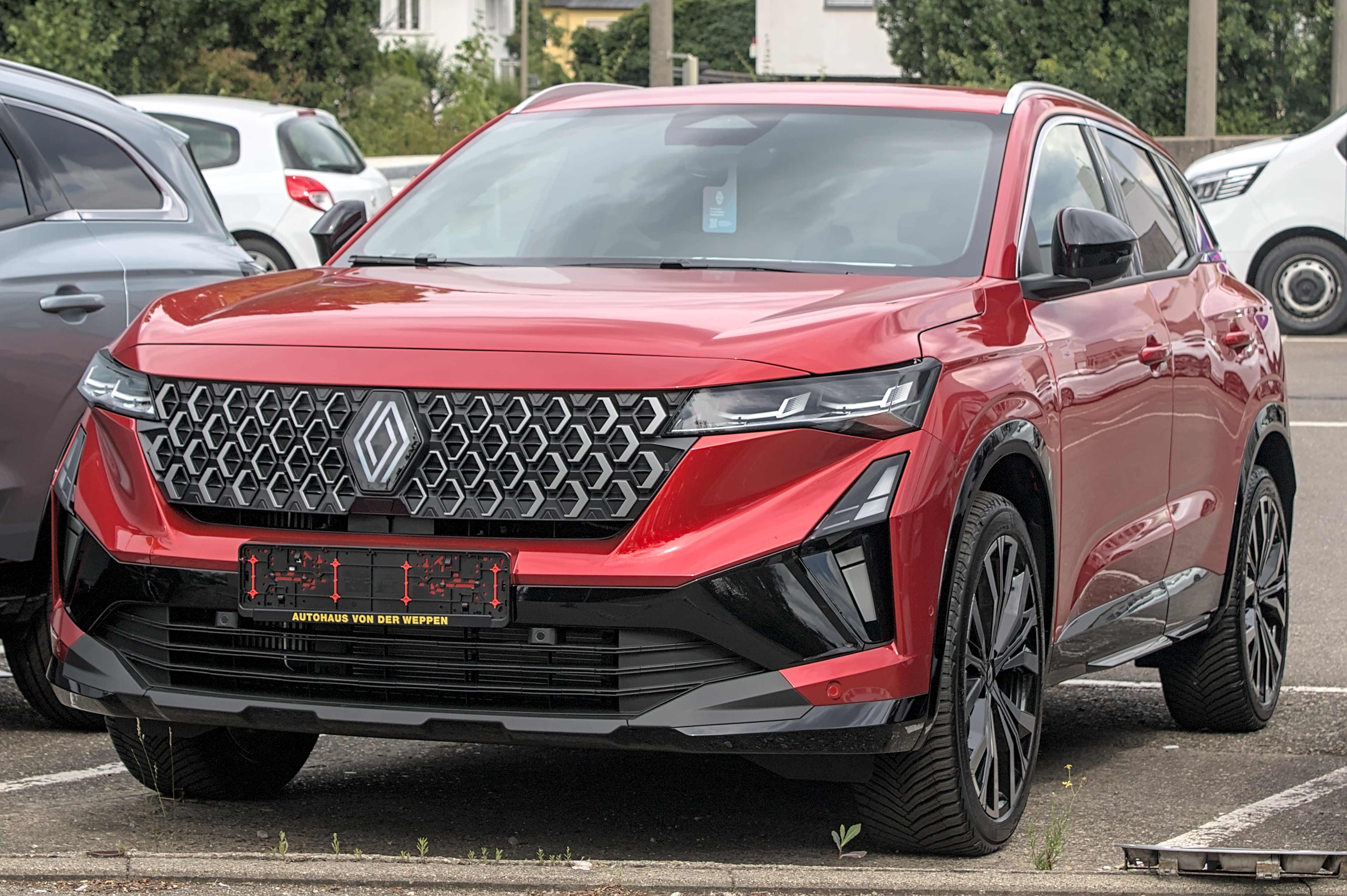
Renault Austral (seit 2025)
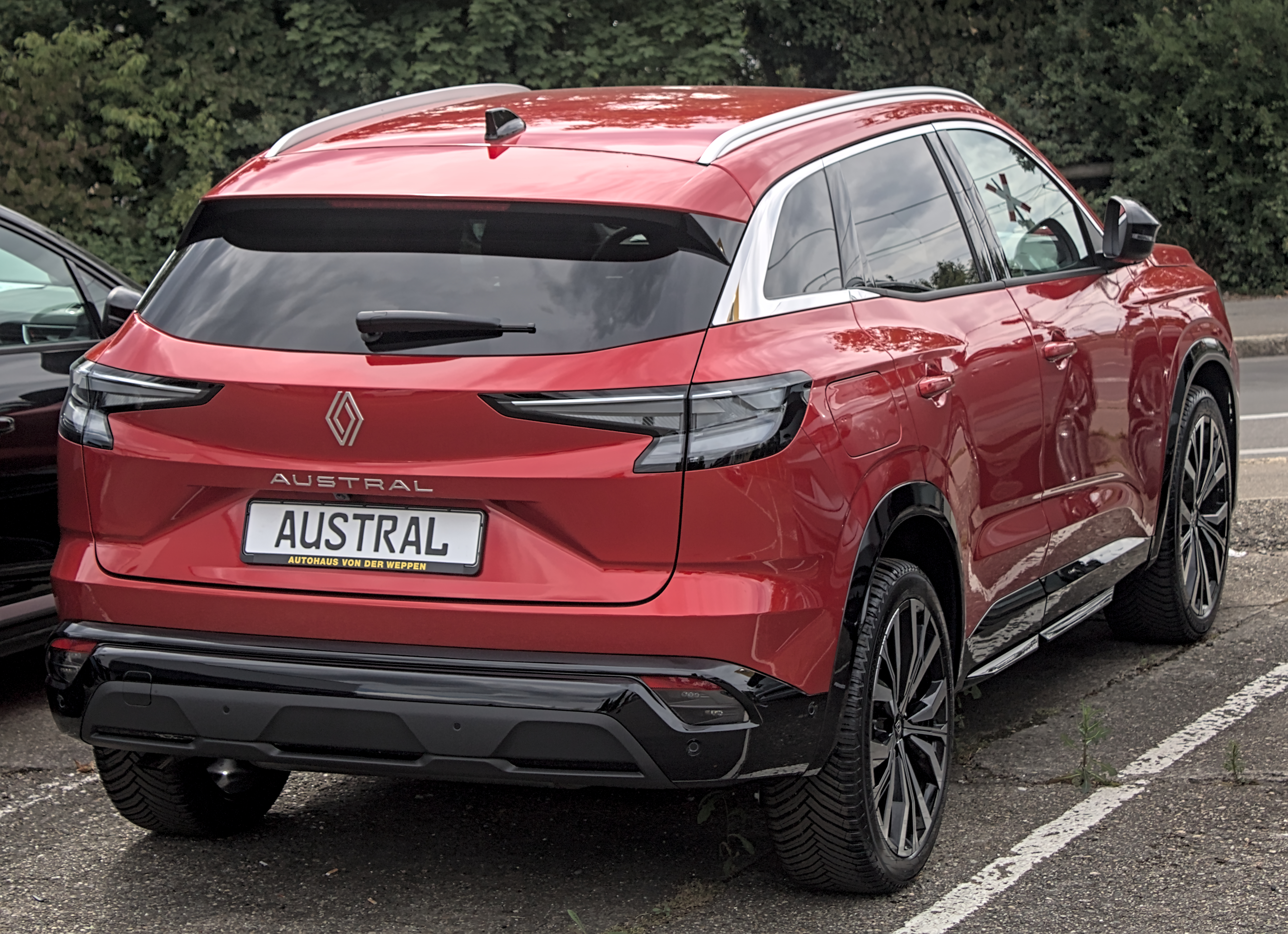
Heckansicht
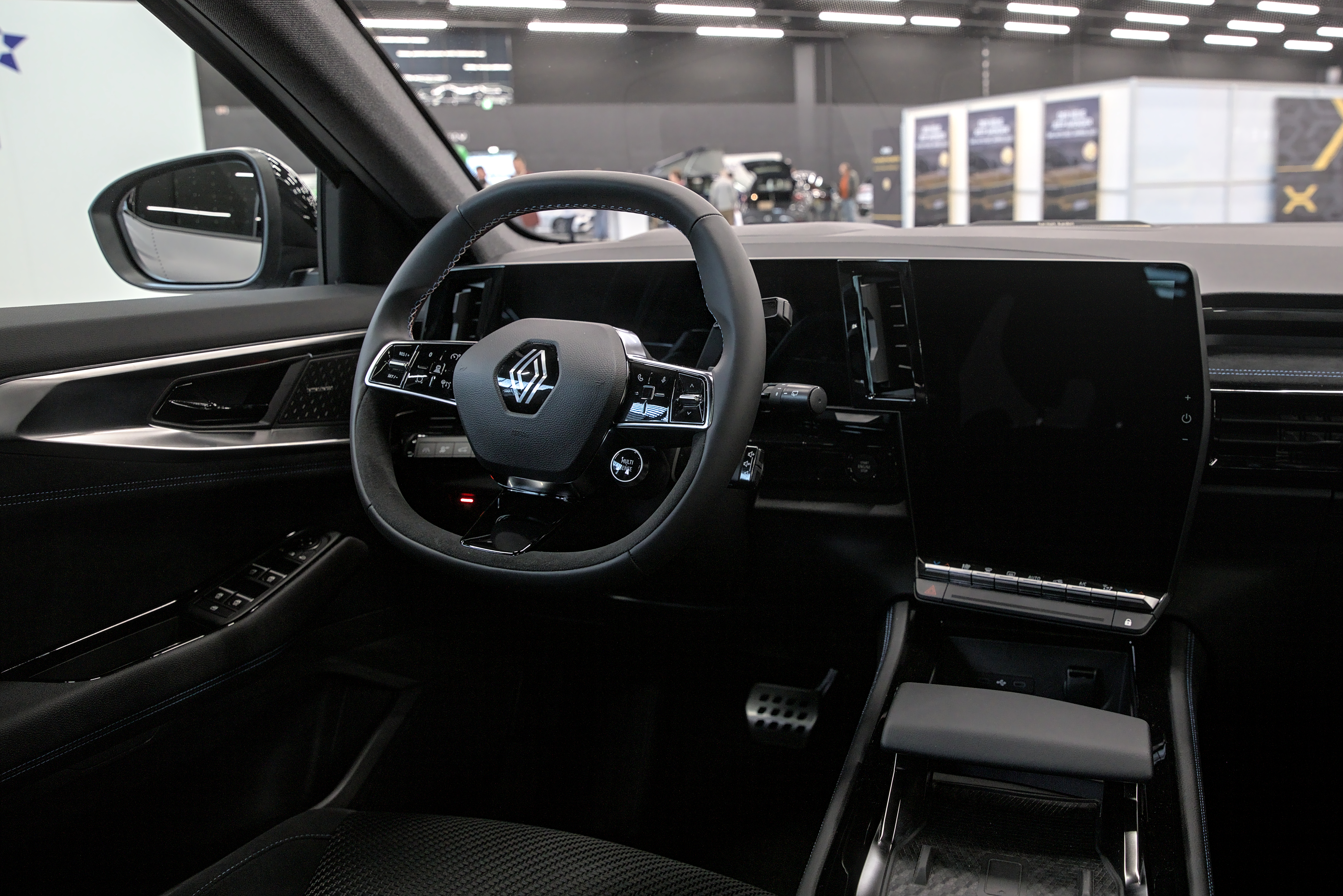
Innenansicht

## Sicherheit
Im Herbst 2022 wurde der Renault Austral vom Euro NCAP auf die Fahrzeugsicherheit getestet. Er erhielt fünf von fünf möglichen Sternen.

## Technik
Für den Austral werden keine Dieselmotoren angeboten. Stattdessen wird die Motorenplatte um Mild- und Vollhybridsysteme in Verbindung mit einem Ottomotor ergänzt. Als Vollhybrid ist der Renault Austral mit einem 1,2-Liter-Dreizylinder-Turbobenziner mit 96 kW (131 PS) ausgestattet, der von zwei Elektromotoren (zusammen 50 kW/205 Nm) unterstützt wird. Die Systemleistung wird mit 147 kW (200 PS) angegeben. Energiespeicher ist eine Lithium-Ionen-Batterie (400 Volt) mit 2,0 kWh. Die Kraft wird über ein sogenanntes Multi-Mode-Getriebe übertragen. Es hat 15 Übersetzungsstufen, die sich aus zwei Gängen für den E-Antrieb und vier für den Verbrennungsmotor ergeben.
Die Mildhybrid-Varianten mit dem 1,3-Liter-Ottomotor mit 103 kW (140 PS) oder 116 kW (158 PS) sind kombiniert mit einem Startergenerator (12V, 300A, 3,6 kW) und einer kleinen Lithium-Ion-Batterie (12V) im 12-V-Bordnetz für eine erweiterte Start-Stopp-Funktion. Diese Modelle haben das stufenlose X-TRONIC-Automatikgetriebe. Nur das Basismodell ist auch mit manuellem Sechsgangschaltgetriebe erhältlich. In Märkten außerhalb von Deutschland ist zusätzlich ein 1.2 Mild-Hybrid 48V mit 130 PS Systemleistung verfügbar.
Aus anderen Renault-Modellen bereits bekannt ist eine wahlweise verfügbare Allradlenkung 4CONTROL-Advanced, durch die sich der Wendekreis auf nur 10,1 Meter verkleinert.

### Interieur
Im Innenraum des Austral gibt es zwei Bildschirme; zum einen ein 12-Zoll-Display als Instrumententafel und zum anderen einen Touchscreen in der Mittelkonsole mit einer Diagonale von 9 oder 12,3 Zoll (je nach Ausstattung) für das Infotainment-System. Die Software namens „OpenR link“ entwickelte Renault zusammen mit Google und basiert auf Android Automotive. Dasselbe System kommt ebenfalls im Renault Megane E-Tech zum Einsatz, wo es auch als erstes eingeführt wurde. Zusätzlich ist, je nach Ausstattung, auch noch ein 9,3 Zoll großes Frontscheiben-Head-Up-Display erhältlich. Zusammen mit den beiden anderen Displays ergibt sich so eine Anzeigefläche von annähernd 1.000 Quadratzentimetern.

### Technische Daten
|                                                   | Mild Hybrid 140             | Mild Hybrid 160                         | E-Tech Full Hybrid 200                  |
| Bauzeitraum                                       | 09/2022–04/2024             | seit 09/2022                            | seit 09/2022                            |
| Motorkenndaten                                    |                             |                                         |                                         |
| Motortyp                                          | R4-Ottomotor                | R4-Ottomotor                            | R3-Ottomotor + Elektromotor             |
| Hubraum                                           | 1332 cm³                    | 1332 cm³                                | 1199 cm³                                |
| Motoraufladung                                    | Turbolader                  | Turbolader                              | Turbolader                              |
| max. Leistung Verbrennungsmotor bei min−1         | 103 kW (140 PS) / 4500–5750 | 116 kW (158 PS) / 5250–5600             | 96 kW (131 PS) / 4500                   |
| max. Leistung Elektromotoren                      | —                           | —                                       | 50 kW (68 PS)                           |
| max. Systemleistung                               | —                           | —                                       | 147 kW (200 PS)                         |
| max. Drehmoment Verbrennungsmotor bei min−1       | 260 Nm / 1750–3500          | 270 Nm / 1800–3750                      | 205 Nm / 1750                           |
| max. Drehmoment Elektromotoren                    | —                           | —                                       | 205 Nm (Gesamtsystem 410 Nm)            |
| Kraftübertragung                                  |                             |                                         |                                         |
| Antrieb, serienmäßig                              | Vorderradantrieb            | Vorderradantrieb                        | Vorderradantrieb                        |
| Antrieb, optional                                 | —                           | —                                       | —                                       |
| Getriebe, serienmäßig                             | 6-Gang-Schaltgetriebe       | Stufenloses Getriebe                    | Multi-Mode-Automatikgetriebe            |
| Getriebe, optional                                | (Stufenloses Getriebe)      | —                                       | —                                       |
| Messwerte                                         |                             |                                         |                                         |
| Leergewicht                                       | 1490 kg                     | 1539–1546 kg                            | 1613–1696 kg                            |
| Höchstgeschwindigkeit                             | 174 km/h (174 km/h)         | 174–180 km/h                            | 174–180 km/h                            |
| Beschleunigung, 0–100 km/h                        | 10,7 s (10,0 s)             | 9,7 s                                   | 8,4 s                                   |
| Kraftstoffverbrauch auf 100 km (WLTP, kombiniert) | 6,2 l Super (6,2 l Super)   | 6,2–6,5 l Super                         | 4,7–4,8 l Super                         |
| CO2-Emissionen (WLTP, kombiniert)                 | 139 g/km (139 g/km)         | 141–148 g/km                            | 106–109 g/km                            |
| Abgasnorm nach EU-Klassifikation                  | Euro 6d-ISC-FCM             | Euro 6d-ISC-FCM (seit 07/2024: Euro 6e) | Euro 6d-ISC-FCM (seit 07/2024: Euro 6e) |

Werte in runden Klammern gelten für Modelle mit optionalem Getriebe.

## Zulassungszahlen in Deutschland
Seit dem Marktstart 2022 bis einschließlich Dezember 2024 wurden in der Bundesrepublik Deutschland insgesamt 17.374 Renault Austral neu zugelassen.
|  |

|  |

|  |

|  |

|  |

|  |

|  |

|  |

|  |

|  |

|  |

|  |

|  |

|  |

|  |

|  |

|  |

|  |

|  |

|  |

|  |

|  |

|  |

|  |

|  |

|  |

|  |

|  |

|  |

|  |

|  |

|  |

|  |

|  |

|  |

|  |

|  |

|  |

|  |

|  |

|  |

|  |

|  |

|  |

|  |

|  |

|  |

|  |

|  | Benzin-Hybrid (17.374) |

|  | Benzin-Hybrid (17.374) |